# Enrique Vila-Matas
Enrique Vila-Matas (Barcelona, 31 de março de 1948) é um premiado escritor espanhol.
As suas obras são uma mescla de ensaio, crónica jornalística e novela. A sua literatura, fragmentária e irónica, dilui os limites entre a ficção e a realidade. Desenvolveu uma ampla obra narrativa que se inicia em 1973 e que, até à data, foi traduzida para 29 idiomas.  Actualmente é um dos narradores espanhóis mais elogiados pela crítica nacional e internacional. 
Vila-Matas publicou o seu primeiro livro, "La Asesina Ilustrada", em 1977, e desde então não mais deixou de escrever pois, segundo ele, "escrever é corrigir a vida, é a única coisa que nos protege das feridas e dos golpes da vida."  Com a publicação de "História Abreviada da Literatura Portátil" começou a ser reconhecido e admirado no âmbito internacional, especialmente nos países latino-americanos, França e Portugal. 
Em 1968 foi viver para Paris, auto exilado do Franquismo e à procura de maior liberdade criativa. O apartamento onde se instalou foi-lhe alugado pela escritora Marguerite Duras, que já era bastante famosa na ocasião. Vila-Matas pediu-lhe, sem muitas esperanças de ser atendido, dicas sobre como se tornar um bom escritor. Para sua surpresa, a francesa deu-lhe uma enorme lista de dicas para escrever bem. Durante esse anos subsistiu realizando pequenos trabalhos como jornalista para a revista "Fotogramas", e chegou a colaborar como figurante num filme de James Bond.

## Principais obras e prêmios
| Ano  | Título original   | Título                                                                 | Prêmio |
| ---- | ----------------- | ---------------------------------------------------------------------- | --- |
| 1977 |                   | A assassina ilustrada                                                  | |
| 1984 |                   | Impostura                                                              | |
| 1985 |                   | História abreviada da literatura portátil                              | |
| 1988 |                   | Uma casa para sempre                                                   | |
| 1991 |                   | Suicídios exemplares                                                   | |
| 1992 |                   | O viajante mais lento                                                  | Elsa Morante, 2007                                                                                        |
| 1993 |                   | Filhos sem filhos                                                      | |
| 1995 |                   | Longe de Veracruz                                                      | |
| 1995 |                   | Estranha forma de vida                                                 | |
| 1999 | El viaje vertical | A viagem vertical                                                      | Rómulo Gallegos                                                                                           |
| 2000 |                   | Bartleby e companhia                                                   | Ciudad de Barcelona, Espanha, 2001 Prix du Meilleur livre étranger, 2000 Prix Fernando Aguirre-Libralire  |
| 2002 |                   | O mal de Montano                                                       | Prêmio Herralde de Novela, 2002 Premio de la Crítica Española Prêmio Médicis, França Prêmio Flaiano, 2005 |
| 2003 |                   | Paris nunca se acaba                                                   | |
| 2006 | Doctor Pasavento  | Doutor Pasavento                                                       | Prêmio Fundação José Manuel Lara, 2006 Real Academia Española Prêmio Mondello, 2009                       |
| 2007 |                   | Exploradores del abismo                                                | Prêmio Gregor von Rezzori, 2012                                                                           |
| 2009 |                   | Diário volúvel                                                         | |
| 2010 |                   | Dublinesca                                                             | Prêmio Jean Carrière, 2010                                                                                |
| 2011 |                   | Perder teorias                                                         | |
| 2012 |                   | Ar de Dylan                                                            | Prêmio Argital, 2012                                                                                      |
| 2013 |                   | Niña                                                                   | |
| 2014 |                   | Kassel não convida à lógica - no original Kassel no invita a la lógica | |
| 2016 |                   | Marienbad eléctrico                                                    | |
| 2017 |                   | Mac y su contratiempo                                                  | |
| 2019 |                   | Esta bruma insensata                                                   | |

- Ainda recebeu os prêmios Leteo (León, 2010), Bottari Lattes Grinzane (Torino, Itália, 2011) [23], pelo conjunto de suas obras.

## Principais Artigos e ensaios literários
| Ano  | Título                              |
| ---- | ----------------------------------- |
| 1992 | O viajante mais lento               |
| 1995 | O fato dos domingos                 |
| 1997 | Para acabar com os números redondos |
| 2000 | Da cidade nervosa                   |
| 2005 | Aunque no entendamos nada           |
| 2008 | El viento ligero en Parma           |

## Citação
As coisas, por exemplo, começavam todas pelo princípio e acabavam no final. Por isso, nesse tempo, para ele tinha sido uma grande surpresa, e nunca mais as esquecera, umas declarações do cineasta Godard onde dizia que gostava de entrar nas salas de cinema sem saber quando é que o filme tinha começado, entrar ao acaso em qualquer sequência, e ir-se embora antes do filme ter terminado. Seguramente, Godard não acreditava nos argumentos. E possivelmente tinha razão. Não era nada claro que qualquer fragmento da nossa vida fosse precisamente uma história fechada, com um argumento, com princípio e com fim.— Enrique Vila-Matas, Doutor Pasavento
(Teorema, 2007)

## [1]Ligações externas
- «Website Oficial» (em espanhol)
- «Versão para Portugal e Brasil do website oficial»
- «Montano nos EUA» (em inglês)

1. ↑  Amaral, Pauliane (13 de abril de 2017). «A construção da identidade do autor em J. M. Coetzee e Enrique Vila-Matas». ITINERÁRIOS – Revista de Literatura. 0 (42). ISSN 0103-815x Verifique |issn= (ajuda)